# Ishura
Ishura (異修羅) est une série de light novels japonais écrite par Keiso. Elle débute sur les sites de publication de romans Kakuyomu et Shōsetsuka ni narō, avant d'être rachetée par ASCII Media Works, qui publie la série avec des illustrations de Kureta sous leur marque Dengeki no Shin Bungei. En février 2024, neuf volumes ont été publiés. Une adaptation en manga avec des illustrations de Meguri a commencé à être publiée en série dans le Monthly Shōnen Magazine de Kōdansha en mars 2021. En décembre 2021, ses chapitres ont été rassemblés en deux volumes. Une adaptation en série télévisée animée produite par Passione et Sanzigen est diffusée pour la première fois en janvier 2024.

## Synopsis
Le roi des démons est mort. Cependant, les « Shuras », des demi-dieux capables de l'abattre, sont toujours là et sont désormais libres de faire ce qu'ils veulent, certains devenant des conquérants tandis que d'autres errent, indifférents au monde qui les entoure. Ainsi, l'identité de celui qui a tué le roi démon restant un mystère, ces champions déclenchent désormais des conflits entre eux pour déterminer qui est le plus puissant et obtenir le titre de « Vrai Héros ».

## Médias

### Light novels
La série est écrite par Keiso. Elle nait sous la forme d'un roman web publié sur le site Kakuyomu novel le 30 juin 2017, puis est apparue à son tour sur le site Shōsetsuka ni narō le 2 juillet 2017, avant d'être acquise par ASCII Media Works, qui publie la série sous sa marque Dengeki no Shin Bungei. Le premier volume sort le 17 septembre 2019. En février 2024, neuf volumes sont publiés.
En septembre 2021, Yen Press annonce qu'elle a obtenu une licence pour la série en vue d'une publication en anglais, et publie le premier volume le 3 mai 2022. Son label Yen Audio a commencé à publier un livre audio en anglais du roman le 10 octobre 2023. Les voix de Chris Guerrero et d'Emily Bauer y sont utilisées.

### Mangas
Une adaptation en manga, illustrée par Meguri, commence à être publiée en série dans le Monthly Shōnen Magazine de Kōdansha le 5 mars 2021. En décembre 2023, les différents chapitres sont rassemblés en trois volumes tankōbon.

### Anime
Le 12 février 2023, une adaptation en série télévisée animée est annoncée. Elle est produite par Passione et réalisée par Yuki Ogawa, sous la direction de Takeo Takahashi, secondé par Takuya Asaoka, Fujiaki Asari, Takahiro Majima et Hironori Aoyagi, avec des scénarios écrits par Kenta Ihara, des personnages dessinés par Yoko Kikuchi et Yuka Takashina, une musique composée par Masahiro Tokuda, et une animation en images de synthèse produite par Sanzigen.
La série est diffusée pour la première fois le 3 janvier 2024 sur Tokyo MX et d'autres réseaux. Sajou no Hana interprète la chanson du thème d'ouverture "Shura ni Otoshite" (修羅に堕として, "Tomber dans le carnage") , tandis que Konomi Suzuki interprète la chanson du thème de fin "Hakka" (白花, "Fleur blanche").
La série est diffusée en streaming sur  Disney+, via Star, dans le monde entier, sur Star+ en Amérique latine et sur Hulu aux États-Unis Star+ en Amérique latine et sur Hulu aux États-Unis.

#### Liste des épisodes
Saison 1
| No | Titre français                                      | Titre japonais                         | Titre japonais            | Date de 1re diffusion |
| No | Titre français                                      | Kanji                                  | Rōmaji                    | Date de 1re diffusion |
| -- | --------------------------------------------------- | -------------------------------------- | ------------------------- | --------------------- |
| 1  | Soujirou le Saule Tranchant                         | 柳の剣のソウジロウ                     | Yanagi no ken no Soujirou | 3 janvier 2024        |
| 2  | Alus le Champion des étoiles                        | 星馳せアルス                           |                           | 10 janvier 2024       |
| 3  | Dakai la Pie et Regnejee les Ailes du crépuscule    | 鵲のダカイと夕暉の翼レグネジィ         |                           | 17 janvier 2024       |
| 4  | Nihilo la Ruée Turbulante                           | 濫回凌轢ニヒロと世界詞のキア           |                           | 24 janvier 2024       |
| 5  | Higuare le Pélagique et Nastique la Douce Chanteuse | 海たるヒグアレと静かに歌うナスティーク |                           | 31 janvier 2024       |
| 6  | Le regroupement des factions                        | 陣営集結                               |                           | 7 février 2024        |
| 7  | La guerre commence                                  | 交戦開始                               |                           | 14 février 2024       |
| 8  | La guerre du nouveau roi démon                      | 新魔王戦争                             |                           | 21 février 2024       |
| 9  | Le feu venu du ciel                                 | 空からの戦火                           |                           | 28 février 2024       |
| 10 | La calamité volatilisée                             | 消える災厄                             |                           | 6 mars 2024           |
| 11 | Quand le Soleil se couche                           | 落日の時                               |                           | 13 mars 2024          |
| 12 | Shura                                               | 修羅                                   |                           | 20 mars 2024          |

Saison 2
| No | Titre français                                             | Titre japonais                               | Titre japonais | Date de 1re diffusion |
| No | Titre français                                             | Kanji                                        | Rōmaji         | Date de 1re diffusion |
| -- | ---------------------------------------------------------- | -------------------------------------------- | -------------- | --------------------- |
| 13 | Mele le Rugissement de l'horizon                           | 地平咆、メレ                                 |                | 8 janvier 2025        |
| 14 | Linaris l'Obsidienne                                       | 黒曜、リナリス                               |                | 15 janvier 2025       |
| 15 | Toroa l'Affreux et Mestelexil la Boîte de savoir désespéré | おぞましきトロアと窮知の箱のメステルエクシル |                | 22 janvier 2025       |
| 16 | Atrazek la Tempête de particules, partie une               | 微塵嵐アトラゼク・前篇                       |                | 29 janvier 2025       |
| 17 | Atrazek la Tempête de particules, partie deux              | 微塵嵐アトラゼク・後篇                       |                | 5 février 2025        |
| 18 | Rosclay l'Absolu                                           | 絶対なるロスクレイ                           |                | 12 février 2025       |
| 19 | Lucnoca l'Hiver et Psianop l'Inépuisable Stagnation        | 冬のルクノカと無尽無流のサイアノプ           |                | 19 février 2025       |
| 20 | Uhak le Silencieux                                         | 不言のウハク                                 |                | 26 février 2025       |
| 21 | Kazuki la Noire                                            | 黒い音色のカヅキ                             |                | 5 mars 2025           |
| 22 | Tu la Magie                                                | 魔法のツー                                   |                | 12 mars 2025          |
| 23 | Hiroto le Paradoxe                                         | 逆理のヒロト                                 |                | 19 mars 2025          |
| 24 | Shiki, l'Ennemie de tous                                   | 全ての敵、シキ                               |                | 26 mars 2025          |

## Réception
Ryuichi Taniguchi de Real Sound (ja) fait l'éloge de la série, en soulignant en particulier qu'elle avait une grande variété de personnages et une narration « unique ».
Dans le Kono light novel ga sugoi!, la série s'est classée première du format tankōbon en 2021, recevant le plus grand nombre de votes pour une série dans l'histoire du guide.